# Avant (Sänger)
Avant (* 26. April 1978 in Cleveland, Ohio; vollständiger Name Myron Avant) ist ein mit Platin und zwei Mal Gold ausgezeichneter US-amerikanischer R&B-Sänger.

## Leben und Karriere
Er ist Absolvent der Cleveland School of the Arts (Cleveland Kunstakademie), er absolvierte seinen Abschluss im Jahre 1995 und ist bekannt für Hits wie Seperated (in dessen Remix R&B-Sängerin Kelly Rowland mitsang), My First Love (im Feature mit Tamia) und Read Your Mind (Remix mit Snoop Dogg). Er arbeitete am Remix des Songs „Karma“ von Rapper Lloyd Banks mit, der sich auf dem Album The Hunger for More befindet.
Auch war er auf einem Remix des Songs Stickwitu der Pussycat Dolls zu hören. Er gab an, dass er anfangs ablehnte mit den Pussycat Dolls zusammenzuarbeiten, bis sie ihm einen besseren Vertrag anboten.

## Diskografie

### Studioalben
| Jahr | Titel          | Höchstplatzierung, Gesamtwochen, AuszeichnungChartplatzierungen (Jahr, Titel, Platzierungen, Wochen, Auszeichnungen, Anmerkungen) | Höchstplatzierung, Gesamtwochen, AuszeichnungChartplatzierungen (Jahr, Titel, Platzierungen, Wochen, Auszeichnungen, Anmerkungen) | Anmerkungen                              |
| Jahr | Titel          | UK | US | Anmerkungen                              |
| ---- | -------------- | --- | --- | ---------------------------------------- |
| 2000 | My Thoughts    | — | US45 Platin · (44 Wo.)US | Erstveröffentlichung: 9. Mai 2000        |
| 2002 | Ecstasy        | — | US6 Gold · (30 Wo.)US | Erstveröffentlichung: 26. März 2002      |
| 2003 | Private Room   | — | US18 Gold · (26 Wo.)US | Erstveröffentlichung: 9. Dezember 2003   |
| 2006 | Director       | — | US4 (20 Wo.)US | Erstveröffentlichung: 25. April 2006     |
| 2008 | Avant          | — | US26 (11 Wo.)US | Erstveröffentlichung: 9. Dezember 2008   |
| 2010 | The Letter     | — | US114 (1 Wo.)US | Erstveröffentlichung: 21. Dezember 2010  |
| 2013 | Face the Music | — | US40 (5 Wo.)US | Erstveröffentlichung: 5. Februar 2013    |
| 2015 | The VIII       | — | US95 (1 Wo.)US | Erstveröffentlichung: 25. September 2015 |

### Singles
| Jahr | Titel Album                            | Höchstplatzierung, Gesamtwochen, AuszeichnungChartplatzierungen (Jahr, Titel, Album, Platzierungen, Wochen, Auszeichnungen, Anmerkungen) | Höchstplatzierung, Gesamtwochen, AuszeichnungChartplatzierungen (Jahr, Titel, Album, Platzierungen, Wochen, Auszeichnungen, Anmerkungen) | Anmerkungen                                                                 |
| Jahr | Titel Album                            | UK | US | Anmerkungen                                                                 |
| ---- | -------------------------------------- | --- | --- | --------------------------------------------------------------------------- |
| 2000 | Separated My Thoughts                  | — | US23 (20 Wo.)US | Erstveröffentlichung: April 2000                                            |
| 2000 | My First Love My Thoughts              | — | US26 (20 Wo.)US | Erstveröffentlichung: Oktober 2000 feat. Keke Wyatt Original: René & Angela |
| 2002 | Makin’ Good Love Ecstasy               | — | US27 (20 Wo.)US | Erstveröffentlichung: März 2002                                             |
| 2002 | Don’t Say No, Just Say Yes Ecstasy     | — | US96 (4 Wo.)US | Erstveröffentlichung: September 2002                                        |
| 2003 | Read Your Mind Private Room            | — | US13 (26 Wo.)US | Erstveröffentlichung: September 2003                                        |
| 2004 | Don’t Take Your Love Away Private Room | — | US37 (20 Wo.)US | Erstveröffentlichung: März 2004                                             |
| 2006 | 4 Minutes Director                     | — | US52 (14 Wo.)US | Erstveröffentlichung: März 2006                                             |
| 2006 | Lie About Us Director                  | UK76 (2 Wo.)UK | — | Erstveröffentlichung: Juli 2006 feat. Nicole Scherzinger                    |
| 2008 | When It Hurts Avant                    | — | US91 (3 Wo.)US | Erstveröffentlichung: Dezember 2008                                         |

Weitere Singles
- 2001: This Time
- 2002: You Ain’t Right
- 2004: Can’t Wait
- 2004: Wanna Be Close
- 2006: You Know What (feat. Lil Wayne & Jermaine Dupri)
- 2008: Break Ya Back
- 2010: Kiss Goodbye
- 2011: Your Body is the Business
- 2011: Graduated
- 2012: You & I (feat. Keke Wyatt)
- 2013: More
- 2015: Special

### Als Gastmusiker
| Jahr | Titel Album                      | Höchstplatzierung, Gesamtwochen, AuszeichnungChartplatzierungen (Jahr, Titel, Album, Platzierungen, Wochen, Auszeichnungen, Anmerkungen) | Höchstplatzierung, Gesamtwochen, AuszeichnungChartplatzierungen (Jahr, Titel, Album, Platzierungen, Wochen, Auszeichnungen, Anmerkungen) | Anmerkungen                                                    |
| Jahr | Titel Album                      | UK | US | Anmerkungen                                                    |
| ---- | -------------------------------- | --- | --- | -------------------------------------------------------------- |
| 2001 | Nothing in This World Soul Sista | — | US27 (20 Wo.)US | Erstveröffentlichung: 4. Dezember 2001 Keke Wyatt feat. Avant  |
| 2004 | Karma The Hunger for More        | — | US17 (20 Wo.)US | Erstveröffentlichung: 19. Oktober 2004 Lloyd Banks feat. Avant |

Weitere Gastbeiträge
- 2002: Cleveland Is The City (Bone Thugs-N-Harmony feat. Avant)
- 2005: Super Saucy (Baby Bash feat. Avant)
- 2005: Bedroom Boom (Ying Yang Twins feat. Avant)
- 2005: Wanna Get To Know Ya (Lil Skeeter feat. Avant & Lil Jon)
- 2006: Claim My Place (Diddy feat. Avant)
- 2006: Chicago (Shawnna feat. Avant & Buddy Guy & Malik Yusef)